# Волфганг I фон Кастел
Волфганг I фон Кастел (на немски: Wolfgang I von Castell; * 14 март 1482; † 5 юли 1546 в дворец Кастел в Кастел) от род Кастел е от 1498 г. до смъртта си владетел на графство Кастел.

## Произход
Той е най-малкият син на граф Фридрх IV фон Кастел († 1498) и съпругата му Елизабет фон Райтценщайн († 1498/1502), дъщеря на Томас III фон Райтценщайн († 1465) и Елизабет фон Люхау († 1453). Той управлява графството заедно с братята си Георг, Йохан и Фридрих V.
Волфганг умира на 5 юли 1546 г. в дворец Кастел в Кастел на 64 години и е погребан в Ербах, Бавария.

## Фамилия
Волфганг I се жени на 25 юли 1518 г. във Вертхайм за графиня Марта фон Вертхайм-Бройберг (* 1485; † 24 февруари 1541), дъщеря на граф Михаел II фон Вертхайм-Бройберг († 1531) и графиня Барбара фон Еберщайн († 1529). Те имат децата:
- Конрад (II) (1519 – 1577), женен на 30 юли 1543 г. за маркграфиня Елизабет фон Баден-Дурлах (1516 – 1568)
- Маргарета (1520 – 1534)
- Фридрих XI (1522 – 1552), каноник в Шпайер и Вюрцбург
- Магдалена (1523 – 1523)
- Хайнрих IV (1525 – 1595), женен 1555 г. за графиня Елизабет фон Хелфенщайн-Визенщайг (1527 – 1584)
- Барбара (1526 – 1530)
- Георг II (1527 – 1597), женен на 16 август 1557 г. София Шенкин цу Лимпург в Шпекфелд (1535 – 1588)